# Baschet la Jocurile Olimpice de vară din 1972
Probele sportive de baschet la Jocurile Olimpice de vară din 1972 s-au desfășurat în perioada 27 august - 9 septembrie 1972, la München în Germania. Au fost 16 echipe masculine, din tot atâtea țări. Podiumul a fost ocupat de către Uniunea Sovietică, Statele Unite ale Americii, respectiv Cuba.

## Podium
| Categorie | Aur | Argint | Bronz |
| Masculin  | Uniunea Sovietică Anatoli Polivoda Modestas Paulauskas Zurab Sakandelidze Alzhan Zharmukhamedov Aleksandr Boloshev Ivan Edeshko Sergei Belov Mikhail Korkiya Ivan Dvorny Gennadi Volnov Aleksandr Belov Sergei Kovalenko | Statele Unite ale Americii † Kenneth Davis Doug Collins Tom Henderson Mike Bantom Bobby Jones Dwight Jones James Forbes Jim Brewer Tommy Burleson Tom McMillen Kevin Joyce Ed Ratleff | Cuba Juan Carlos Domecq Fortuondo Ruperto Herrera Tabio Juan Roca Brunet Pedro Chappe Garcia Miguel Alvarez Pozo Rafael Canizares Poey Conrado Perez Armenteros Miguel Calderon Gomez Tomas Herrera Martinez Oscar Varona Varona Alejandro Urgelles Guibot Franklin Standard Johnson |

† - Medaliile au fost refuzate de către echipă

## Faza eliminatorie
|  | Semifinale                 | Semifinale        |    |        | Finala                     | Finala |  |
|  |                            |                   |    |        |                            |        |  |
|  |                            |                   |    |        |                            |        |  |
|  | Statele Unite ale Americii | 68                |    |        |                            |        |  |
|  | Italia                     | 38                |    |        |                            |        |  |
|  |                            |                   |    |        |                            |        |  |
|  |                            |                   |    |        |                            |        |  |
|  |                            |                   |    |        | Statele Unite ale Americii | 50     |  |
|  |                            | Uniunea Sovietică | 51 |        |                            |        |  |
|  |                            |                   |    |        |                            |        |  |
|  |                            |                   |    |        |                            |        |  |
|  |                            |                   |    |        | Finala mică                |        |  |
|  |                            |                   |    |        |                            |        |  |
|  | Uniunea Sovietică          | 67                |    | Italia | 65                         |        |  |
|  | Cuba                       | 61                |    |        | Cuba                       | 66     |  |